# Dushman
Pour plus de détails, voir Fiche technique et Distribution.
Dushman (दुश्मन) est un thriller psychologique indien, réalisé par Tanuja Chandra, sorti en 1998.

## Synopsis
Sonia et Naina Sehgal (toutes deux personnifiées par Kajol) sont sœurs jumelles. Bien que leurs caractères soient totalement opposés - Sonia, extravertie, vit une belle histoire d’amour avec Kabir (Jas Arora) tandis que Naina se montre très timide – elles s’entendent bien et sont proches de leur mère (Tanvi Azmi). Mais un jour, tout bascule : Gokul Pandit (Ashutosh Rana), recherché par la police pour meurtres et viols de jeunes filles, attaque Sonia alors que celle-ci était au téléphone avec sa sœur. Naina ne peut oublier les cris de Sonia qui résonnent dans sa tête et se jure de retrouver Gokul pour venger sa sœur. Malgré les mises en garde du commissaire Santosh Singh Walia (Pramod Muthu), elle fait appel à Suraj Singh Rathod (Sanjay Dutt), commandant aveugle à la retraite, qui la conseille pour éliminer sa peur de Gokul et la prépare physiquement pour sa chasse à l’homme. Mais à la suite d'une dispute, Suraj refuse de continuer à apporter son soutien à Sonia qui se lance seule à la poursuite de son ennemi.

## Fiche technique
Sauf indication contraire, les informations mentionnées dans cette section peuvent être confirmées par la base de données cinématographiques IMDb,  présente dans la section « Liens externes ».
- Titre : Dushman
- Titre original : Dushman (दुश्मन)
- Réalisation : Tanuja Chandra
- Scénario : Mahesh Bhatt, Sachin Bhowmick, Girish Dhamija
- Production : Pooja Bhatt, Mukesh Bhatt
- Dialogues: Girish Dhamija
- Direction artistique : Gappa Chakravorty
- Costumes : Anna Singh
- Photographie : Nirmal Jani
- Montage : Waman B. Bhosle
- Musique : Adesh Shrivastava, Uttam Singh
- Sociétés de production : NH Studioz, Vishesh Films
- Sociétés de distribution : Eros Entertainment Inc., NH Studioz
- Pays d'origine :  Inde
- Langue : Hindi
- Format : Couleurs - 2,35:1 - DTS / Dolby Digital - 35 mm
- Genre : Drame, policier, thriller
- Durée : 145 minutes (2 h 25)
- Dates de sorties en salles :
  -  Inde : 29 mai 1998

## Distribution
- Sanjay Dutt : Commandant Suraj Singh Rathod
- Kajol : Sonia Sehgal/Naina Sehgal[n 1]
- Ashutosh Rana : Gokul Pandit
- Jas Arora : Kabir Suraj
- Tanvi Azmi : Mme Poornima Sehgal
- Pramod Muthu : Santosh Singh Walia, Commissaire de police
- Kunal Khemu : Bhim Bahadur Singh

## Autour du film

### Anecdotes
- Dans ce film, Kajol joue un double rôle, celui de sœurs jumelles.
- Le film est un remake du film américain Au-delà des lois de John Schlesinger, sorti en 1996[1].
- Le rôle de Gokul Pandit était initialement prévu pour Mukul Dev, mais il sera finalement remplacé par Ashutosh Rana.
- Shahrukh Khan et Aamir Khan étaient pressenties pour interpréter le commandant Suraj Singh Rathod, mais ce fut Sanjay Dutt qui obtient ce rôle.

## Musique
| Chanson                  | Interprète(s)                  |
| ------------------------ | ------------------------------ |
| Aawaz Do Hamko           | Lata Mangeshkar, Udit Narayan  |
| Aawaz Do Hamko - Sad     | Lata Mangeshkar, Udit Narayan  |
| Chidiya Chidiya - Chorus | Chœur d'enfants                |
| Chithi Na Koi Sandesh    | Lata Mangeshkar                |
| Chithi Na Koi Sandesh    | Jagjit Singh                   |
| Hippy Hippy Ya           | Asha Bhosle, Shankar Mahadevan |
| Khoobsurat Ho Sakti Hai  | Kumar Sanu                     |
| Pyar Ko Ho Jane Do       | Kumar Sanu, Lata Mangeshkar    |
| Tunna Tunna              | Shankar Mahadevan              |

## Distinctions
| Date            | Distinction     | Catégorie                                     | Nom            | Résultat   |
| --------------- | --------------- | --------------------------------------------- | -------------- | ---------- |
| 14 janvier 1999 | Screen Awards   | Meilleure actrice                             | Kajol          | Nomination |
| 14 janvier 1999 | Screen Awards   | Meilleure performance dans un rôle de méchant | Ashutosh Rana  | Lauréat    |
| 14 janvier 1999 | Screen Awards   | Meilleur premier film                         | Tanuja Chandra | Lauréat    |
| 21 février 1999 | Filmfare Awards | Meilleure performance dans un rôle de méchant | Ashutosh Rana  | Lauréat    |
| 21 février 1999 | Filmfare Awards | Meilleure actrice                             | Kajol          | Nomination |
| 27 février 1999 | Zee Cine Awards | Meilleure performance dans un rôle de méchant | Ashutosh Rana  | Lauréat    |